# Viola Reggio Calabria 1996-1997
Rosa della Viola Reggio Calabria per la stagione 1996-1997 di Serie A1.
Piazzamento finale: 11º posto, eliminata agli ottavi di finale dalla Virtus Roma.
Sponsor: nessuno.
 Capocannoniere della Serie A1: Brian Oliver
| Nome                                            | Nazionalità            | Ruolo      | Nascita |
| ----------------------------------------------- | ---------------------- | ---------- | ------- |
| Donato Avenia                                   | Italia (bandiera)      | ala        | 1966    |
| Alessandro Santoro                              | Italia (bandiera)      | playmaker  | 1965    |
| Agostino Li Vecchi                              | Italia (bandiera)      | ala        | 1970    |
| Massimiliano Rizzo                              | Italia (bandiera)      | centro     | 1969    |
| Stefano Rajola                                  | Italia (bandiera)      | playmaker  | 1972    |
| Brian Oliver                                    | Stati Uniti (bandiera) | guardia    | 1968    |
| Paolo Giuliani                                  | Italia (bandiera)      | ala        | 1972    |
| Mike Brown                                      | Stati Uniti (bandiera) | centro     | 1963    |
| Gustavo Tolotti                                 | Italia (bandiera)      | ala-centro | 1967    |
| Alberto Di Mauro (dal 13/10/1996 al 25/03/1997) | Italia (bandiera)      | ala        | 1974    |
| Alfonso Ielasi (fino al 06/10/1996)             | Italia (bandiera)      | playmaker  | 1979    |
| All: Gaetano Gebbia                             | Italia (bandiera)      | -          | 1957    |